# Land of the Free II
Land of the Free II deveti je studijski album njemačkog power metal sastava Gamma Ray. Izdan je 16. studenog 2007. u Njemačkoj, 19. studenog u Europi, 21. studenog u Japanu i 15. siječnja 2008. u Sjevernoj Americi. U promociji svog najnovijeg albuma, Gamma Ray su se pridružili Helloweenu na "Hellish Rock" turneji sredinom studenog 2007. Prva pjesma na albumu, "Into the Storm", je dostupna na gammaraymyspace MySpace stranici sastava, a video spot za pjesmu se može naći na YouTubeu.
Prva naklada CDa, izdana kao Digipack, je bila ograničena na 30000 primjeraka.

## Popis pjesama
1. "Into the Storm" (Hansen)
2. "From The Ashes" (Hansen)
3. "Rising Again" (Hansen)
4. "To Mother Earth" (Hansen)
5. "Rain" (Richter)
6. "Leaving Hell" (Hansen)
7. "Empress" (Zimmermann)
8. "When The World" (Hansen)
9. "Opportunity" (Schlächter)
10. "Real World" (Hansen)
11. "Hear Me Calling" (Hansen)
12. "Insurrection" (Hansen)

## Zasluge
Gamma Ray
- Pjevač i gitarist: Kai Hansen
- Gitarist: Dirk Schlächter
- Basist: Dirk Schlächter
- Bubnjar: Dan Zimmermann

## Detalji
- Album je miksao Tommy Newton u studiju "Area 51" u Celleu, u Njemačkoj.
- Omot je naslikao Hervé Monjeaud.
- Knjižicu je priredio Dirk Illing.